# James LeGros

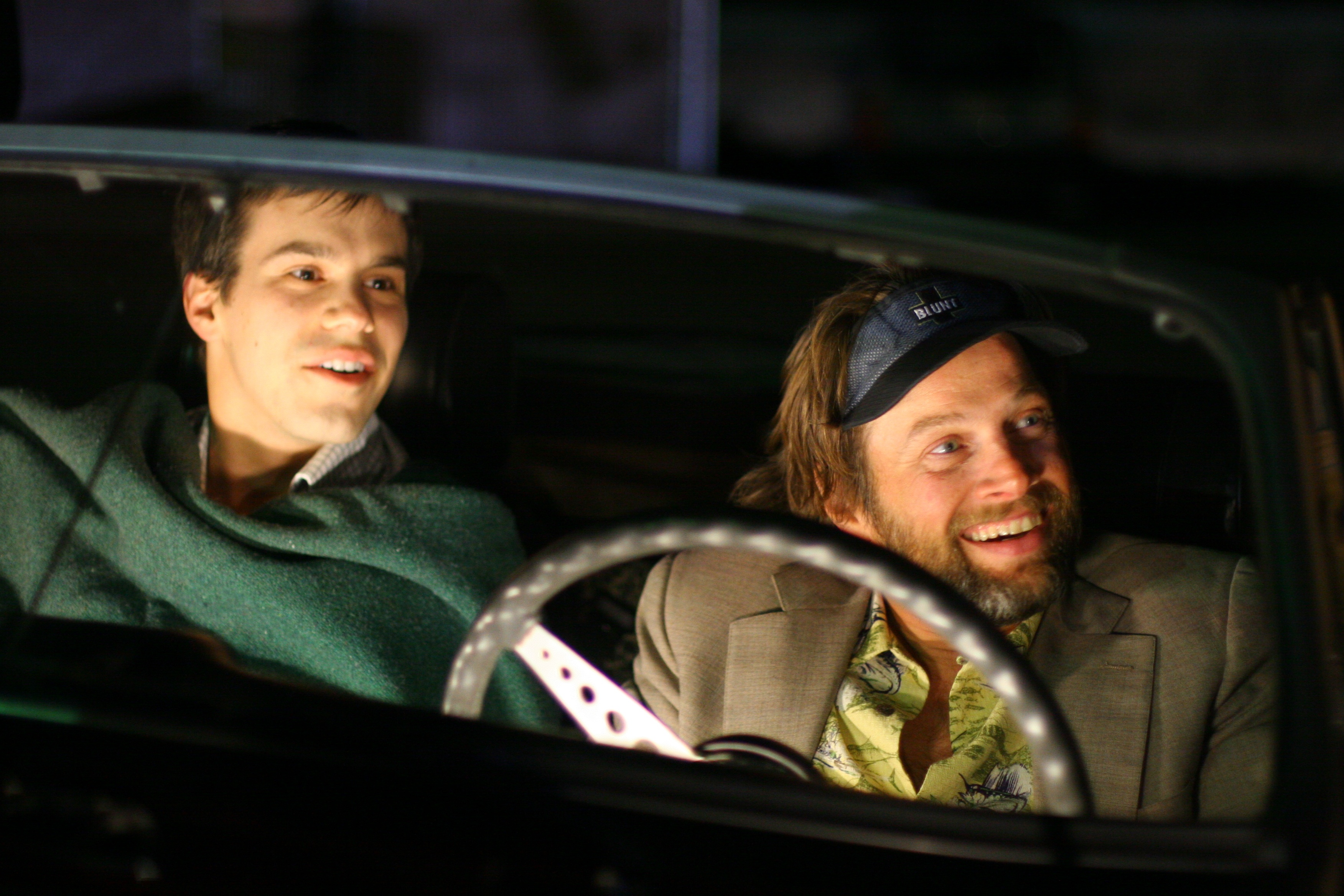
James LeGros (rechts)

James LeGros (Minneapolis, 27 april 1962) is een Amerikaans acteur.

## Biografie
LeGros werd geboren in Minneapolis bij een lerares en een makelaar, en groeide op in Redlands (Californië). Hij heeft gestudeerd aan de universiteit van Californië in Irvine (Californië). LeGros is vanaf 1992 getrouwd en heeft twee zonen. 

## Filmografie

### Films
Selectie:
- 2016: Certain Women – Ryan Lewis
- 2008: Winged Creatures – Dr. Dan Howland
- 2008: Vantage Point – Ted Heinkin
- 2007: Zodiac – George Bawart
- 2004: November – Hugh
- 1998: Psycho – autohandelaar
- 1998: Enemy of the State – Jerry Miller
- 1994: Bad Girls – William Tucker
- 1992: Where the Day Takes You – Crasher
- 1991: Point Break – Roach
- 1989: Born on the Fourth of July – Vietnamsoldaat
- 1989: Drugstore Cowboy – Rick
- 1988: Phantasm II – Mike
- 1987: *batteries not included – boeman
- 1987: Fatal Beauty – Zack Jaeger
- 1987: Near Dark – cowboy

### Televisieseries
Uitgezonderd eenmalige gastrollen.
- 2018-2024: Blue Bloods - Don Voorhees (4 afl.)
- 2021: The Mosquito Coast - als agent Don Voorhees (4 afl.)
- 2020: Love Life -  als Larry Carter (2 afl.)
- 2020: Hunters - als chief Harry Grimsby (5 afl.)
- 2019: The Passage - Horace Guilder (5 afl.)
- 2014–2016: Person of Interest – Bruce Moran (3 afl.)
- 2011–2014: Justified – Wade Messer (6 afl.)
- 2013: Revenge – pastoor Paul Whitley (3 afl.)
- 2012: Girls – Jeff Lavoyt (4 afl.)
- 2011: Mildred Pierce – Wally Burgan (5 afl.)
- 2009–2010: Mercy – dr. Dan Harris (22 afl.)
- 2005: Sleeper Cell – speciaal agent Raymond Fuller (7 afl.)
- 2000–2001: Ally McBeal – Mark Albert (28 afl.)
- 1998: ER – dr. Max Rocher (3 afl.)
- 1985: Punky Brewster – Blade (2 afl.)